# Els lluitadors
Els lluitadors o Pancrastinae són denominacions modernes d'una escultura grega hel·lenística del segle iii aC, possiblement en bronze, coneguda per una còpia romana en marbre que es conserva en la Galeria Uffizi (Florència, Itàlia).
No ha de confondre's amb una obra d'època, lloc i temàtica pareguda: Púgil en repòs, ni amb una obra de temàtica semblant però d'època i lloc molt distants: Lluitador (escultura olmeca).

## Descripció, estil i autoria

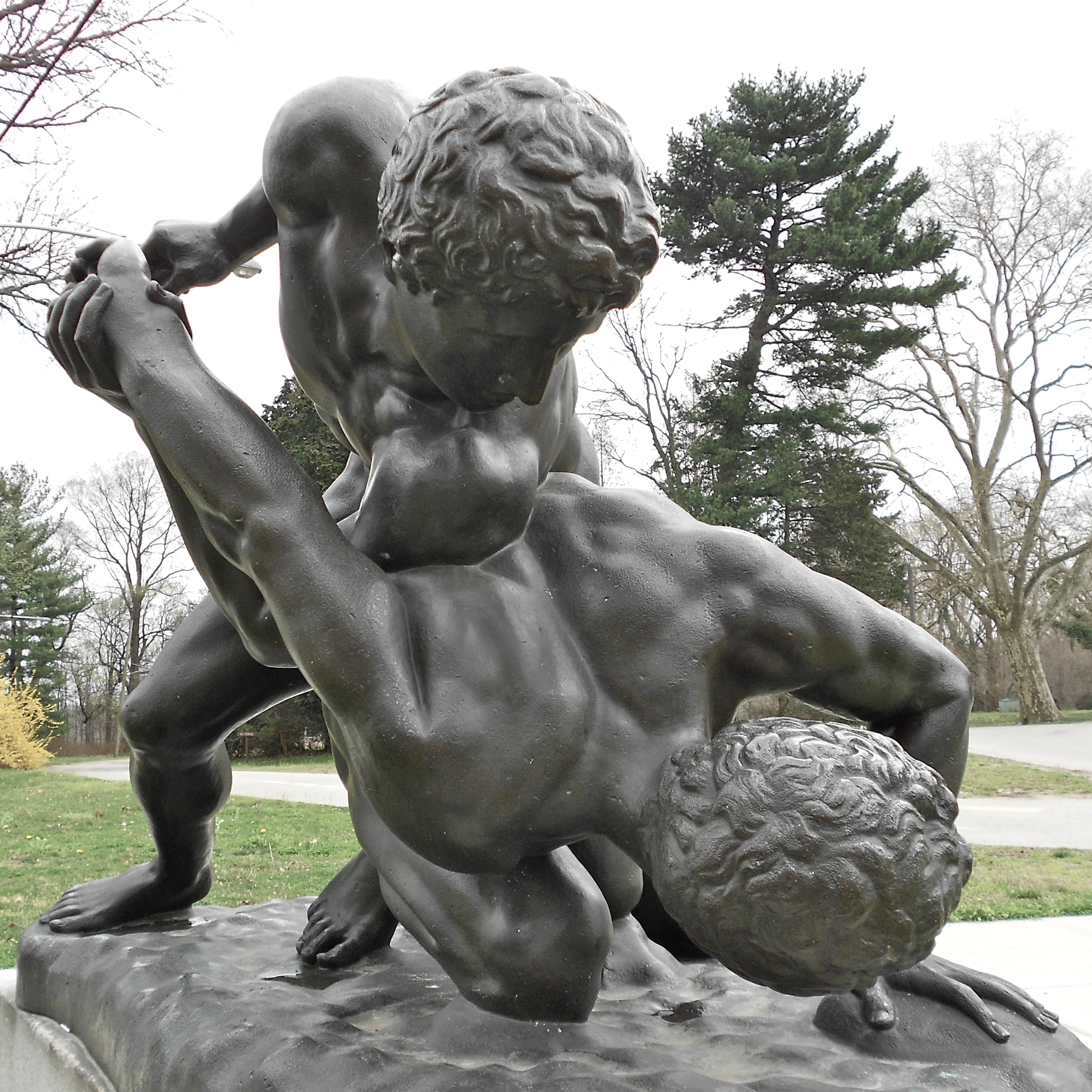
Còpia de 1885, conservada al centre hortícola de Fairmount Park, Filadèlfia, Estats Units

És un grup escultòric que representa una escena de combat esportiu en la modalitat denominada pancraci (παγκράτιον pankrátion). Un dels lluitadors ha aconseguit tomar l'oponent, sobre el qual està muntat, i li aferra el braç dret. El perdedor està quasi caigut, agenollat i amb l'esquena molt inclinada mentre el braç esquerre recolza al terra, i gira el rostre cap a aquest costat. Les estructures musculars estan exageradament definides, i marquen un gran esforç físic.
Els caps no són els del grup original; foren afegits després del descobriment de l'escultura. El de la figura del perdedor és més antic i avançat estilísticament, semblant als dels fills del Grup Niobe. El del vencedor se'n feu en època moderna, i en prengué aquell com a referència.

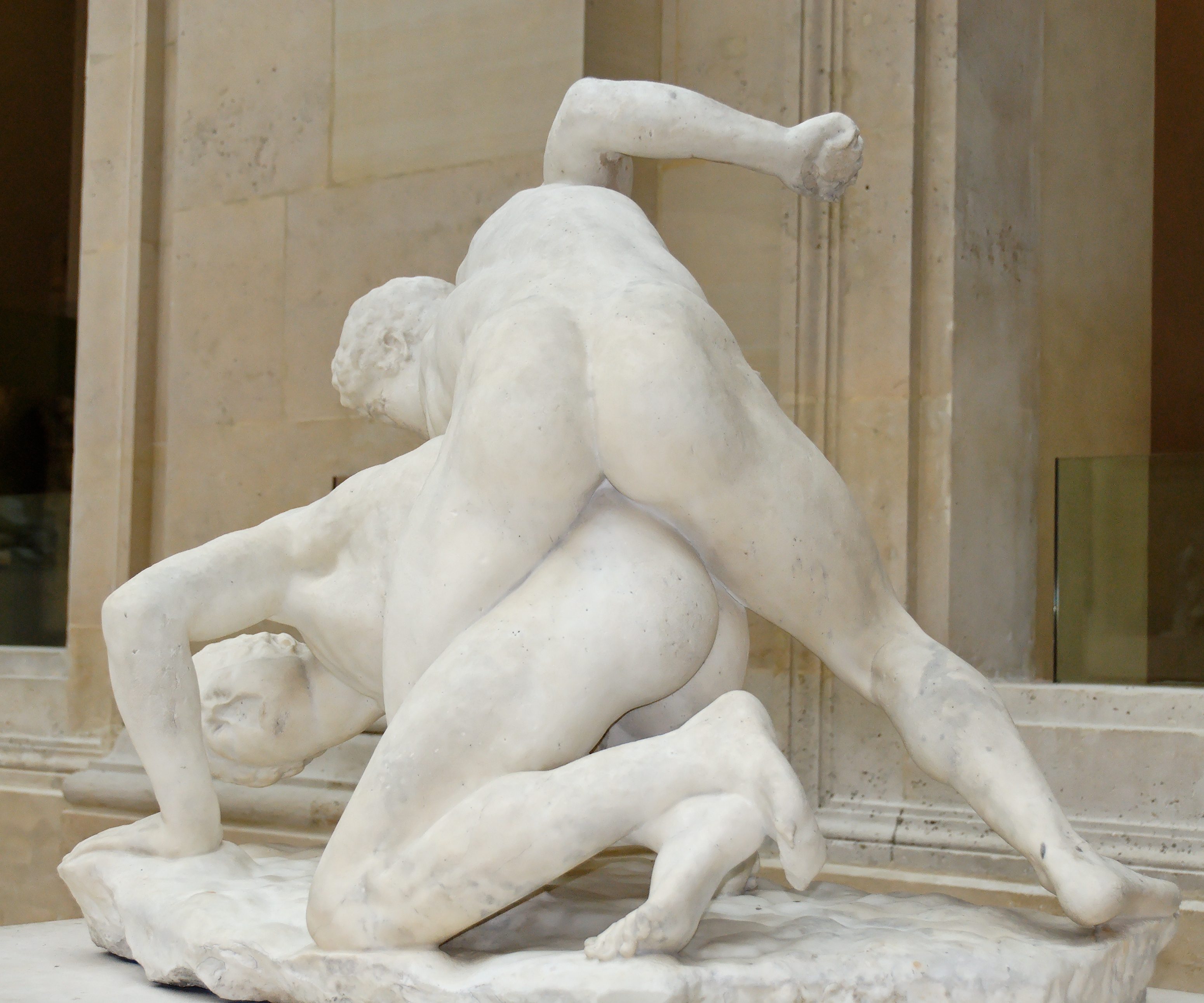
Còpia realitzada per Philippe Magnier cap a 1684–87, Museu del Louvre

L'obra es considerava una de les més importants de l'antiguitat, tot i que a partir del s. XX en baixà la consideració.
Per diferents autors, l'obra s'atribuí successivament a Miró (malgrat que la relativa proximitat temàtica amb el Discòbol no hi implique una vinculació estilística), Cefisòdot el Jove o Heliodor; aquests dos darrers com a conseqüència d'un passatge de Plini el Vell (Naturalis historia 36.35), que els atribueix la creació d'aquest tipus de representacions de lluitadors que ell anomena symplegmata: figures que lluiten en estret contacte, físic o amatori (com seria l'admirat symplegma de Pan i Olimp en el Pòrtic d'Octàvia).
En l'actualitat, establert el fet que l'estil correspon a l'escultura hel·lenística del segle iii aC, s'assigna a l'escola de Pèrgam o al cercle de Lísip.

## Descobriment

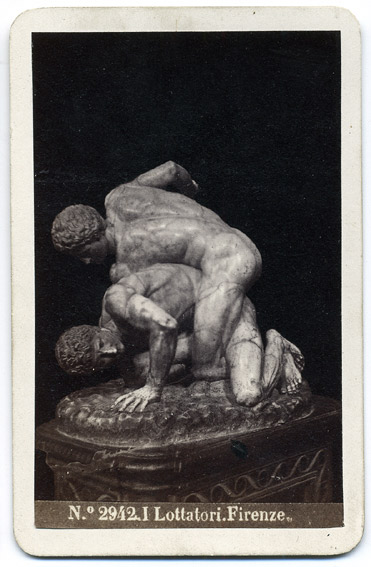
La peça de la Galeria Ufizzi al s. XIX, abans de la neteja que s'hi feu recentment

La troballa d'Els lluitadors causà gran enrenou entre els entesos de Roma, per això l'esdeveniment fou molt ben documentat: ocorregué a la fi de març o començaments d'abril del 1583, en una vinya de la família Tommasini da Gallese, prop de la Porta San Giovanni de Roma, juntament amb un grup d'escultures separades que es denominen Niòbides. Les circumstàncies del descobriment i el fet que els faltaren els caps dugueren als primers antiquaris i gravadors a considerar que havien de formar part del mateix grup escultòric.
Dies més tard de la troballa, Valerio Cioli, escultor i restaurador d'antiguitats que treballava a Roma, escrigué al secretari del gran duc Francesc I de Mèdici, i això provocà l'interés d'aquesta família: el seu germà, el futur gran duc Ferran I de Mèdici, en comprà totes les peces, el 25 de juny, a un membre de la família Varese. Així formaren part de la impressionant col·lecció acumulada en la Vil·la Mèdici de Roma, on es registren en un gravat de 1594.

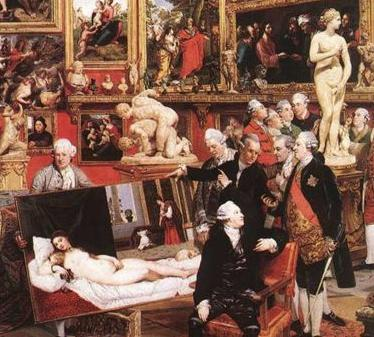
Detall de La Tribuna dels Uffizi, John Zoffany, 1722. Els lluitadors, al centre, apareixen envoltats de les altres obres d'art exhibides a la sala, i connoisseurs anglesos i italians

Després la peça passà, al costat de la col·lecció Mèdici, a la part del seu palau florentí, coneguda com a Galerie degli Uffizi, on era la principal atracció de l'anomenada Tribuna dels Uffizi.
En el moment de la troballa estava coberta d'una pàtina greixosa, que se'n retirà. Se'n feren còpies en totes les grandàries en marbre, bronze i algeps; i més recentment en resina. Va influir particularment en l'obra de Miquel Àngel Dos lluitadors. Cap al 1684-1687, Philippe Magnier en feu una còpia en marbre per als jardins de Versalles, que després es dugué al castell de Marly i hui es conserva al Museu del Louvre.